# بست بای

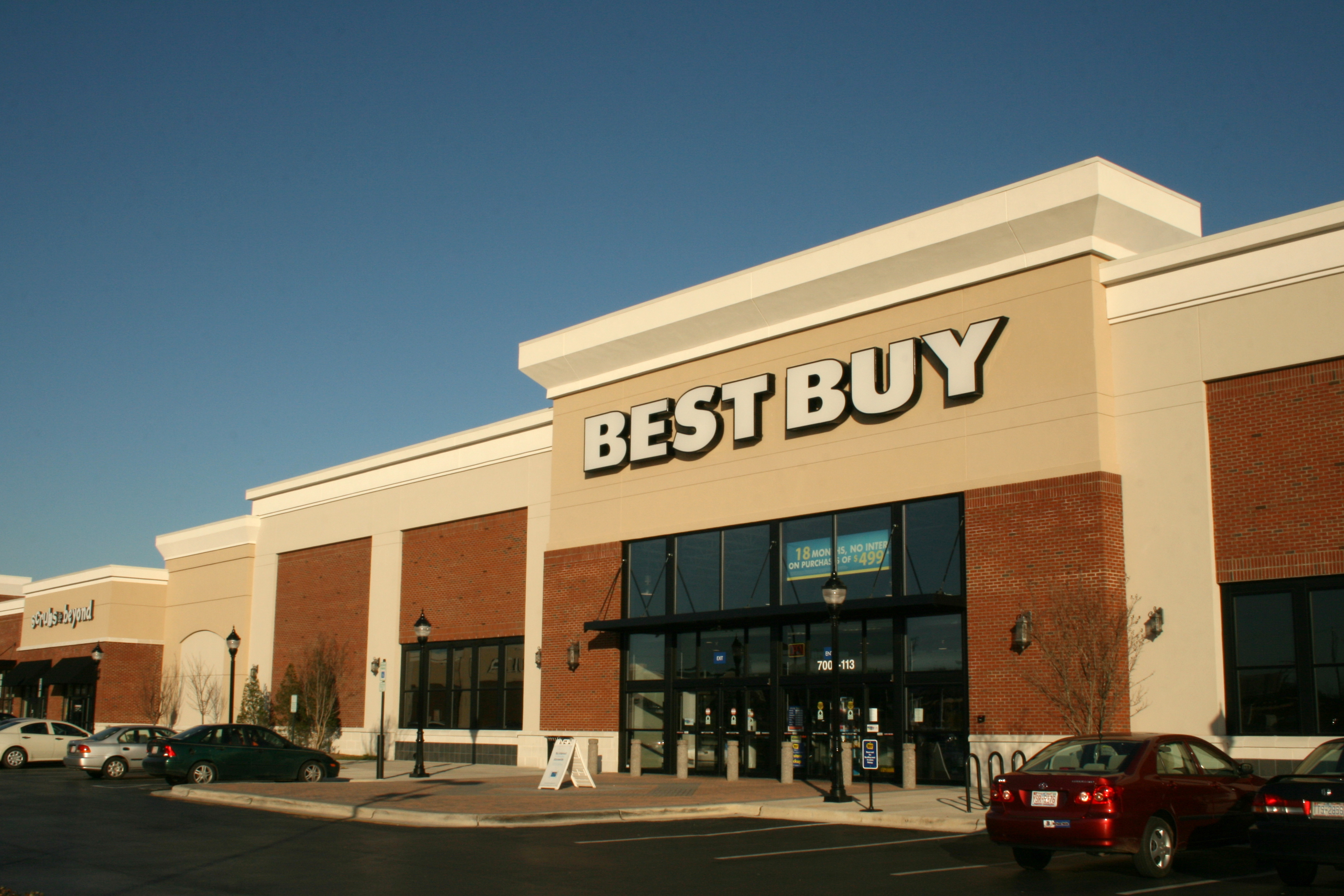
شعبه‌ای از بست بای در دورهام، کارولینای شمالی

بست بای (به انگلیسی: Best Buy) شرکت توزیع تجهیزات الکترونیکی آمریکایی است، که در سال ۱۹۶۶ توسط ریچارد ام. شولز در شهر وست سنت پاول، مینه‌سوتا تأسیس شد.
شرکت بست بای هم‌اکنون (۲۰۱۵) با در اختیار داشتن شبکه‌ای از ۱٬۰۵۰ فروشگاه در سراسر جهان، به عنوان بزرگترین شرکت خرده‌فروشی وسایل الکترونیکی در ایالات متحده آمریکا و کانادا بشمار می‌آید، به گونه‌ای که به تنهایی ۲۱٪ درصد از بازار فروش این محصولات را در این دو کشور به خود اختصاص داده است. دفتر مرکزی شرکت بست بای در شهر ریچفیلد، مینه‌سوتا قرار دارد و بخشی از سهام آن در بازار بورس نیویورک معامله می‌شود.